# Parcs nationaux de l'Équateur
Les parcs nationaux de l'Équateur sont au nombre de 11.
Le premier parc national déclaré est le parc national des Galápagos en 1959 et le dernier est le parc national Yacurí en 2009.
Les parcs nationaux sont gérés par le Système national d'aires protégées sous l'égide du ministère de l'Environnement équatorien.

## Liste
| (Voir situation sur carte : Équateur) · localisation |

| (Voir situation sur carte : Équateur) · localisation |

| (Voir situation sur carte : Équateur) · localisation |

| (Voir situation sur carte : Équateur) · localisation |

| (Voir situation sur carte : Équateur) · localisation |

| (Voir situation sur carte : Équateur) · localisation |

| (Voir situation sur carte : Équateur) · localisation |

| (Voir situation sur carte : Équateur) · localisation |

| (Voir situation sur carte : Équateur) · localisation |

| (Voir situation sur carte : Équateur) · localisation |

- Parc faisant partie d'une réserve de biosphère de l'Unesco
- Parc faisant partie d'un site Ramsar